# Cras-Avernas
Cras-Avernas (wa. Crås-Inmna) – dzielnica (section) miasta Hannut w Belgii, w Regionie Walońskim, w prowincji Liège, w okręgu Waremme. 1 stycznia 2020 roku liczyła 599 mieszkańców. Do 16 lipca 1971 r. samodzielna gmina. 

## Demografia
Liczba mieszkańców, stan na 1 stycznia:
| Rok                | 1930 | 1947 | 1961 | 2020 |
| ------------------ | ---- | ---- | ---- | ---- |
| Liczba mieszkańców | 808  | 706  | 666  | 599  |